# アンリ・ルコント
アンリ・ルコント（Henri Leconte, 1963年7月4日 - ）は、フランス・パ＝ド＝カレー県リレ出身の元男子プロテニス選手。1988年の全仏オープンテニス男子シングルス準優勝者。左利き。バックハンドは片手打ち。自己最高ランキングはシングルス5位、ダブルス6位。ATPツアーでシングルス9勝、ダブルス10勝を挙げた。
1980年に地元全仏オープンの男子ジュニアシングルス部門で優勝し、プロ選手に転向。1984年には同じフランスのヤニック・ノアとペアを組み、全仏オープンのダブルス優勝を果たしている。1988年全仏オープンでシングルス決勝進出を果たしたが、マッツ・ビランデルに 5-7, 2-6, 1-6 のストレートで完敗。1983年のヤニック・ノア以来となる、地元フランス人選手としての全仏オープン優勝を逃した。ルコントがこのチャンスを逃した後、フランス人の男子テニス選手で4大大会のシングルスに優勝した選手は誰もいない。全仏オープンでは2年後の1990年にも好成績があるが、この時はヨナス・スベンソン（スウェーデン）に準々決勝で敗退している。男子国別対抗戦・デビスカップのフランス代表としては、生涯通算「41勝25敗」の成績を残した。 
ルコントは好不調時の差が大きい選手で、好調な時は世界ランク1位の選手にも勝てるが、不調な時は世界ランク200位以下の選手に負けてしまうと言われた。実際、スーパーショットでエースを奪う反面、簡単に決められそうなボールをミスショットすることも見受けられた。本人も「オレは全てのショットでエースしか狙っていない」と発言した事もある。
ルコントは現役生活の間に2度の手術を克服し、1993年6月にドイツ・ハーレの芝生コートの大会でキャリア最後の優勝を飾った。1996年に33歳で現役を引退し、現在はスイスのジュネーヴに在住している。